# Gypsophila antoninae
Gypsophila antoninae är en nejlikväxtart som beskrevs av Boris Konstantinovich Schischkin. Gypsophila antoninae ingår i släktet slöjor, och familjen nejlikväxter. Inga underarter finns listade i Catalogue of Life.